# Bigg Snoop Dogg Presents...Welcome to tha Chuuch: Da Album
| Críticas profissionais | Críticas profissionais |
| Avaliações da crítica  | Avaliações da crítica  |
| Fonte                  | Avaliação              |
| ---------------------- | ---------------------- |
| Allmusic               | [ 1 ]                  |
| The A.V. Club          | (B-)                   |
| HipHopDX.com           | [ 3 ]                  |
| RapReviews.com         | (6.5/10)               |

Bigg Snoop Dogg presents...Welcome to tha Chuuch: Da Album é um álbum coletânea musical do rapper estadunidense Snoop Dogg, lançado em 13 de Dezembro de 2005 pelas gravadoras Doggystyle Records e Koch Records.
Com vendas de aproximadamente 15,074 o álbum alcançou a posição 184 na Billboard 200.

## Faixas
| N.º | Título                     | Duração |  |
| 1.  | "Sisters N Brothers"       | 3:49    |  |
| 2.  | "Shake That Shit"          | 3:55    |  |
| 3.  | "Just the Way You Like It" | 5:01    |  |
| 4.  | "Remember Me"              | 4:39    |  |
| 5.  | "Real Soon"                | 4:12    |  |
| 6.  | "Sunshine"                 | 4:38    |  |
| 7.  | "Can't Find My Panties"    | 3:42    |  |
| 8.  | "We West Coast"            | 4:05    |  |
| 9.  | "Dinner In Bed"            | 4:41    |  |
| 10. | "If"                       | 3:51    |  |
| 11. | "Notorious DPG"            | 3:55    |  |
| 12. | "Smokin' All My Bud"       | 5:29    |  |
| 13. | "Shine"                    | 3:43    |  |

## Desempenho nas paradas
| Paradas (2005)                                | Melhor posição |
| --------------------------------------------- | -------------- |
| Estados Unidos (Billboard Independent Albums) | 8              |
| Estados Unidos (Billboard 200)                | 184            |
| Estados Unidos (Top R&B/Hip Hop Albums)       | 36             |
| França (SNEP)                                 | 184            |

## Bigg Snoop Dogg presents...Welcome 2 tha Chuuch Mixtapes Vol. 1-9 Greatest Hits
Bigg Snoop Dogg presents...Welcome 2 tha Chuuch Mixtapes Vol. 1-9 Greatest Hits é uma coletânea musical de diversos artistas.

### Faixas
- Intro
- A.D.I.D.A.C. (ft. Lil Half Dead, Bad Azz, RBX, E-White & Bishop Don Juan)
- Never Scared (ft. Daz)
- Succ A Dicc (ft. Daz & Uncle Junebugg)
- DoDo Remix (ft. Beanie Siegel, Freeway, Soopafly, E-White, Kokane & Jellyroll)
- All I Want (ft. Bad Azz)
- I’m Fly (ft. Nate Dogg & Warren G)
- That’s What This Dicc Will Do (ft. Lil Half Dead & Bad Azz)
- Like A Pimp (ft. Daz)
- Getaway
- Angry
- What Would You Do (ft. Lil Half Dead, Daddy V & Bad Azz)
- Sippin On Some Moet (ft. Uncle Junebugg, RBX, Twinz, E-White, Daz & Soopafly)
- How 2 Survive
- Keep On Blazin’ (ft. Menenski)
- Pass The Dutch Bitch (ft. Soopafly)
- Come Up To My Room & Fucc
- Crippin’ 2 Tuff
- Dogg House Soulfood (ft. Butch Cassidy, Latoiya Williams & Kokane)
- Stormy Weather (ft. Willie Hutch)